# Misaki Emura
Misaki Emura (japanisch 江村美咲 Emura Misaki; * 20. November 1998 in Ōita, Präfektur Ōita) ist eine japanische Säbelfechterin.

## Leben
Emura ist die Tochter von Takae Emura und Koji Emura, die beide auch fechten. Ihr Vater Koji Emura repräsentierte Japan bei den Olympischen Sommerspielen 1988 in Seoul und war bei den Olympischen Sommerspielen 2008 Nationaltrainer der japanischen Mannschaft. Misaki Emura hat einen älteren Bruder, Syotaro, und einen jüngeren, Ryōhei, die ebenfalls fechten. Sie wohnte bis zum Ende ihrer Grundschulzeit in Ōita.
Nach der Schule studierte sie Jura an der privaten Chūō-Universität in Hachiōji. Ihr Studium schloss sie im April 2021 ab, danach entschied sie sich für eine professionelle Fechtkarriere.
Emura spricht Japanisch und Koreanisch.

## Karriere
Emura wurde von ihren Eltern bestärkt, früh mit dem Fechten zu beginnen. Seit ihrem neunten Lebensjahr wird sie in dieser Sportart trainiert. Erst wählte sie das Florett als Waffe, dann wechselte sie zum Säbel. Sie kämpft mit der rechten Hand.
2014 begann Emura ihre internationale Karriere, als sie in die dritte Klasse der japanischen Mittelschule ging und bei dem London Tournament of the World Cadet Circuit Championship (für 14- bis unter 17-Jährige) gewann. Im selben Jahr nahm sie an den Olympischen Jugend-Sommerspielen in Nanjing teil und konnte als Mitglied des Gemischten Teams Asien-Ozeanien 1 eine Goldmedaille gewinnen.
Emura gelangte 2017 bei der Sommer-Universiade in Taipeh mit der japanischen Säbelmannschaft auf den ersten Platz, ihre Teamkolleginnen waren Shihomi Fukushima, Ayaka Mukae und Risa Takashima. Bei den Asienmeisterschaften im Fechten 2017 kam sie im Mannschaftswettbewerb auf den dritten Platz.
2018 und 2019 siegte sie beim All Japan Fencing Championships Tournament und konnte dann 2020 beim World Cup in Griechenland eine Bronzemedaille erkämpfen. 2018 hatte sie bereits in den USA beim World Cup Tournament den zweiten Platz belegt und Silber gewonnen.
An den Olympischen Sommerspielen 2020 in Tokio, die wegen der COVID-19-Pandemie erst 2021 stattfanden, nahm sie teil und besiegte im Einzelwettbewerb erst die Griechin Theodora Gkountoura mit 15:8, scheiterte dann aber an der Französin Manon Brunet mit 12:15 und kam auf den 9. Platz. Als Mitglied der japanischen Säbelmannschaft erreichte sie zusammen mit Chika Aoki, Norika Tamura und Shihomi Fukushima den 5. Platz bei den Olympischen Sommerspielen in ihrem Heimatland.
Emura gewann als erste japanische Säbelfechterin im Mai 2022 eine Goldmedaille bei einer Weltmeisterschaft, indem sie im Finale Anna Bashta aus Aserbaidschan mit 15:10 Punkten besiegte. Im Säbel-Teamwettbewerb konnte sie mit ihren Teamkolleginnen Shihomi Fukushima, Kanae Kobayashi und Seri Ozaki die Bronzemedaille erkämpfen. Nach diesen Erfolgen hielt sie im Herbst 2022 weltweit den 2. Rang als Säbelfechterin (Stand November 2022).
2023 konnte Emura bei den Weltmeisterschaften in Mailand ihren Titel der Weltmeisterin im Säbelfechten verteidigen, indem sie im Finale die Griechin Despina Georgiadou mit 15:11 schlug. Bei den 2023 ausgetragenen Asienspielen 2022 in Hangzhou gewann sie mit der Mannschaft die Silbermedaille.
2024 wurde sie Erste bei den Asienmeisterschaften in Kuwait und erhielt die Goldmedaille im Säbel-Einzel-Wettbewerb. Im selben Jahr qualifizierte sie sich für die Olympischen Sommerspiele in Paris und wurde am 1. Juli als Fahnenträgerin der japanischen Mannschaft bei der Eröffnungszeremonie ernannt. Bei den Spielen gelangte sie auf den neunten Platz beim Säbel Einzelwettbewerb und gewann mit ihren Teamkolleginnen Risa Takashima, Shihomi Fukushima und Seri Ozaki die Bronzemedaille im Mannschaftswettbewerb.

## Auszeichnungen
Im Oktober 2022 erhielt Emura von ihrer Heimatpräfektur Ōita in Anerkennung ihrer Leistungen als Säbelfechterin den Ehrenpreis der Präfektur Kenmin hyōshō (県民表彰).